# Harjagers härads tingslag
Harjagers härads tingslag var före 1874 ett tingslag i Malmöhus län i Rönnebergs, Onsjö och Harjagers domsaga. Tingsplatsen var Kävlinge.
Tingslaget omfattade Harjagers härad. 
Tingslaget uppgick 1874 i Rönnebergs, Onsjö och Harjagers domsagas tingslag